# Остап Волощак
Остап (Євстахій) Волощак (1 жовтня 1835, Яворів — 10 липня 1918, Відень) — український біолог, дослідник карпатської флори, знавець вербуватих рослин (Salicaceae). Член віденського та краківського наукових товариств.

## Дитинство та навчання
Народився 1 жовтня 1835 року у Яворові на Львівщині, в небагатій міщанській родині. Проти волі матері Остап утік з батьківського дому до Львова, де подався на навчання до гімназії. По закінченні гімназії вступив до правничого відділу Будапештського університету. Там він отримав вчену ступінь доктора права і пізніше вступив на практику до адвоката, доктора права Лекіша у Відні. Однак науковець швидко зрозумів, що юридична кар'єра йому не до вподоби, тому покинув адвокатуру та вступив до Віденського університету, де вивчав медицину і природничі науки.
Під час навчання Остап Волощак дуже захоплюється ботанікою та флористикою і щорічно виїздить на екскурсії в гірські райони Австрії. Також у Віденському університеті науковець став одним із засновників товариства «Січ». Цю ідею стримували москвофіли, але Волощак не поступався їхньому впливу. По закінченні отримав місце асистента при ботанічному надворному кабінеті у Відні, але невдовзі в університеті став асистентом професора Антона Кернера. Під впливом цього ботаніка він і розпочав свою ботанічну діяльність, якою займався протягом свого життя.

## Наукова діяльність
Видав серію наукових праць, що дозволило йому захистити роботу на здобуття наукового ступеня доктора філософії. 1884 року Остап Волощак прийняв пропозицію обійняти посаду професора кафедри зоології, ботаніки і товарознавства у Цісарсько-королівській політехнічній школі]] у Львові (нинішній Національний університет «Львівська політехніка»).
1886 року увагу вченого привернув рослинний світ Карпат, тоді ще вивчений досить поверхнево і він приступив до його вивчення.
Остап Волощак опублікував близько 50 своїх робіт у різноманітних наукових журналах Австро-Угорщини, і переважну кількість його статей і наукових розвідок присвячено дослідженню флори західноукраїнських земель та Карпат. Зробив вагомий внесок у розвиток фітогеографії як науки.
Помер 10 липня 1918 року у Відні.

## Громадська діяльність
Остап Волощак не стояв осторонь українських національних питань. Ще у віденський період життя став одним із засновників студентського товариства «Січ». У 1893 році він брав участь в установчих зборах Математично-природописно-лікарської секції Наукового товариства імені Шевченка і належав до перших її членів. Вже у поважному віці він опікувався українським студентським товариством «Основа», заснованим у 1897 році у [[Національний університет «Львівська політехніка»|Цісарсько-королівській політехнічній школі у Львові.

## Нагороди
- Орден Залізної Корони III ступеня (1906)[4]

## Наукові праці
- «Flora Poloniae exsiccata» (1895);
- «Zielnik flory polskiej» (1898).

### В журналах

#### «Kosmos»
- «Kilka słów o Cytisus ruthenicus Fisch» (1908. — S. 492);
- «O rozróżnianiu wierzb w stanie bezlistnym» (1887. — S. 431);
- «O stosunku flory Pokucia do flory obszarów ościennych» (1889. — S. 255—259);
- «Uwagi nad „Roslinną szatą gór pokucko-marmarowskich“ dr. Zapałowicza» (1890. — S. 164);
- «Kilka słów do odpowiedzi d-ra H. Zapałowicza» (1891. — S. 364—375).

#### «Magyar Botanik Lapok»
- «Hieracium Pojoritense» (1904. — S. 21-23);
- «Aconitum Zenoninae» (1908. — S. 21-23);
- «Wo leigt die Kaschau-Eperjeser Bruchlinie» (1908. — S. 110—113).

#### «Allgemaine Botanische Zeitschrift»
- «Galium Jarynae» (1887. — S. 227);
- «Zur Flora von Galizien» (1887. — S. 278—280);
- «Heracleum simplicifolium Herb» (1888. — S. 122—123);
- «Das Artenrecht der Soldanella hungarica Simk» (1889. — S. 218—219);
- «Salices novae vel minus cognitae» (1891. — S. 233—235);
- «Salices hybrydae» (1898. — S. 220—224);
- «Beitrachtungen űber Weiden-Bastarde» (1912. — S. 162—172).

### У виданні «Sprawozdania Komisji Fizyograficznej»Цісарсько-королівського Краківського наукового товариства
- «Przyczynek do flory Pokucia» (1888. — S. 111—139);
- «Drugi przyczynek do flory Pokucia» (1888. — S. 184—220);
- «Trzeci przyczynek do flory Pokucia» (1890. — S. 51-77);
- «Materiały do flory gór Łomnickich» (1892. — S. 125—156);
- «O roślinności Karpat między Łomnicą a Óporem» (1892. — S. 183—229);
- «Sprawozdanie z wycieczek botanicznych w Karpaty Stryjskie i Samborskie» (1893. — S. 49-85);
- «O roślinności Karpat mędzy górnym biegiem Sanu i Osławą» (1894. — S. 39-69);
- «Zapiski botaniczne z Karpat Sądeckich» (1895. — S. 174—206).

### У німецькомовних випусках «Anzeiger der Academie der Wissenschaften Krakau»
- «Botanische Notizen aus den Saudetzer Karpathen» (1896. — S. 57-58);
- «Z granicy flory zachodnio- i wschodnio-karpackiej» (1896. — S. 119—159);
- «O roślinności Karpackiej między Dunajcem a granicą śląską» (1893. — S. 1-45).

### У франкомовному випуску «Bulletin International de l'Academie Polonaise des Sciences et des Lettre» (Краків)
- переклад німецькою «Ueber die Karpatenflora zwischen dem Dunaje cflusse und der schlesischen Grenze» (1897. — S. 81-82).